# Liste der Biografien/Wub
Liste der Biografien |
Portal Biografien |
Personensuche
# |
A |
B |
C |
D |
E |
F |
G |
H |
I |
J |
K |
L |
M |
N |
O |
P |
Q |
R |
S |
T |
U |
V |
W |
X |
Y |
Z |
?
 
Wa |
Wc |
Wd |
We |
Wh |
Wi |
Wj |
Wl |
Wn |
Wo |
Wr |
Ws |
Wt |
Wu |
Ww |
Wy |
Wz
 
Wua |
Wub |
Wuc |
Wud |
Wue |
Wuf |
Wug |
Wuh |
Wui |
Wuj |
Wuk |
Wul |
Wum |
Wun |
Wuo |
Wup |
Wur |
Wus |
Wut |
Wuw |
Wuy |
Wuz
Die Liste der Biografien führt alle Personen auf, die in der deutschsprachigen Wikipedia einen Artikel haben. Dieses ist eine Teilliste mit 15 Einträgen von Personen, deren Namen mit den Buchstaben „Wub“ beginnt.

## Wub

### Wubb
- Wubbe, Felix B. J. (1923–2014), niederländischer Rechtswissenschaftler
- Wübbe, Hermann (1877–1953), deutscher Politiker (CDU), MdBB
- Wübbe, Johannes (* 1966), deutscher Geistlicher, Weihbischof in Osnabrück
- Wübbe, Jutta (* 1955), deutsche Kabarettistin, Komikerin und Moderatorin
- Wubbels, Alex (* 1976), US-amerikanische Skifahrerin und Krankenschwester
- Wübben, Yvonne (* 1969), deutsche Literaturwissenschaftlerin
- Wubben-Moy, Lotte (* 1999), englische FußballspielerinLotte Wubben-Moy (* 1999)

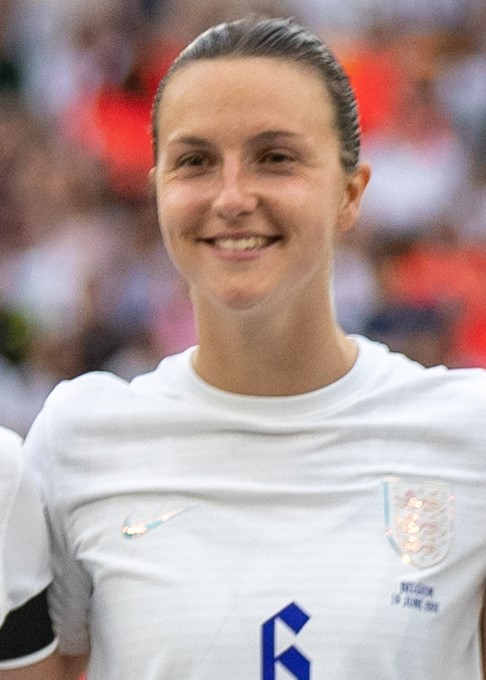
Lotte Wubben-Moy (* 1999)

- Wübbena, Leonard (* 1946), deutscher Künstler
- Wübbena-Mecima, Anton (1920–2002), deutscher Politiker (CDU)
- Wübbenhorst, Ilsa (1885–1966), deutsche Politikerin (SPD), MdL
- Wübbenhorst, Imke (* 1988), deutsche Fußballspielerin und -trainerin
- Wübbenhorst, Marc (* 1981), deutscher Pädagoge
- Wübbens, Toni (1850–1910), niederdeutsche Dichterin

### Wubi
- Wubinya Winsa (1929–2002), chinesischer Politiker, buddhistischer Mönch der Theravada-Tradition

### Wubo
- Wubong (1950–2013), Zen-Meister und Mönch der Kwan Um Zen-Schule